# 海留佐瓦河
海留佐瓦河（俄语：Хайрюзова）是俄羅斯的河流，位於堪察加半島，河道全長約265公里，流域面積11,600平方公里，最終注入鄂霍次克海，是鮭魚的產卵地。